# Organizacja wojenna Warszawskiej Brygady Pancerno-Motorowej
Organizacja wojenna Warszawskiej Brygady Pancerno-Motorowej – etat wojenny Warszawskiej Brygady Pancerno-Motorowej w kampanii wrześniowej 1939.

## Organizacja wojenna Warszawskiej Brygady Pancerno-Motorowej
- Kwatera Główna WBPM
  - Dowództwo
  - Sztab
  - Szwadron Sztabowy
  - Pluton Kwatery Głównej
- 1 Pułk Strzelców Konnych im. Cesarza Napoleona (jednostka organizacyjna kawalerii)
- Pułk Strzelców Pieszych (jednostka organizacyjna piechoty)
- Batalion Czołgów Lekkich a. 2 kompanie czołgów Vickers E
- 12 Kompania Czołgów Lekkich
- 2 Dywizjon Artylerii Motorowej (jednostka organizacyjna artylerii)
- Dywizjon Rozpoznawczy (jednostka organizacyjna kawalerii)
- Batalion Przeciwpancerny (jednostka organizacyjna piechoty)
- Batalion Motorowy Saperów
- Szwadron Łączności (jednostka organizacyjna kawalerii)
- 9 Bateria Artylerii Przeciwlotniczej Motorowa Typ A
- Pluton Regulacji Ruchu (jednostka organizacyjna kawalerii)
- Pluton Żandarmerii
- Pluton Sanitarny
- Pluton Lotnictwa Towarzyszącego
- Kolumna Transportowa
- Kolumna Warsztatowa

Batalion czołgów lekkich i szwadron czołgów rozpoznawczych wchodzący w skład dywizjonu rozpoznawczego oraz organiczne plutony czołgów rozpoznawczych obu pułków były jednostkami organizacyjnymi broni pancernych. Batalion czołgów w składzie dwóch kompanii miał zostać zorganizowany w Modlinie po utworzeniu batalionu czołgów 7TP dla 10 BK.

## Organizacja wojenna dowództwa brygady

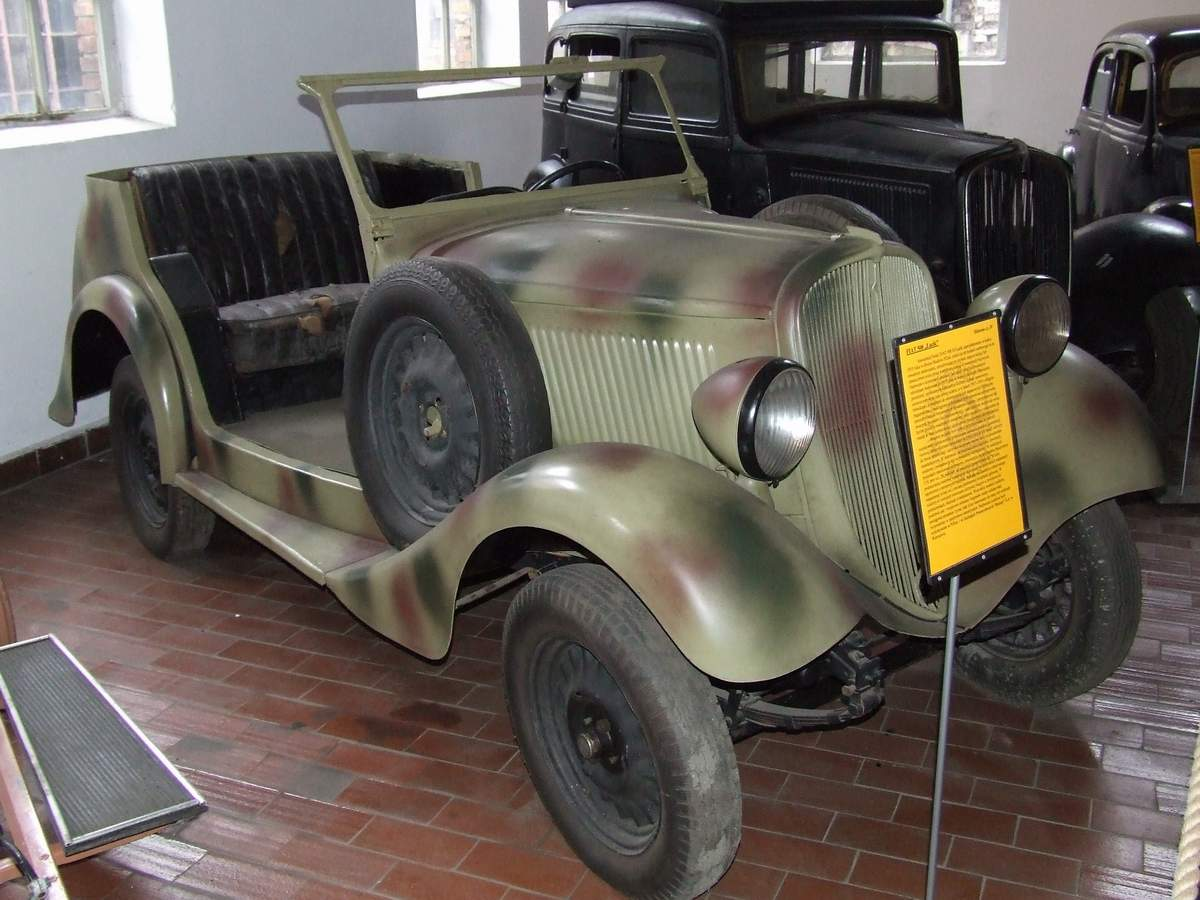
Samochód terenowy Fiat 508 Łazik używany w WBPM

11 oficerów, 14 podoficerów i szeregowych
14 pistoletów, 11 karabinków
5 samochodów terenowych (typu łazik), 5 motocykli z wózkiem bocznym
- Komendant Kwatery Głównej i pluton Kwatery Głównej

2 oficerów, 45 podoficerów i szeregowych
14 pistoletów, 2 ciężkie karabiny maszynowe, 31 karabinków
1 samochód terenowy, 1 motocykl z wózkiem bocznym, 2 motocykle, 4 samochody ciężarowe małe, 1 samochód ciężarowy
- Pluton regulacji ruchu:

1 oficer, 29 podoficerów i szeregowych
1 pistolet, 1 ręczny karabin maszynowy, 28 karabinków
4 motocykle z wózkiem bocznym, 2 motocykle, 4 samochody ciężarowe małe
Łącznie w dowództwie 
14 oficerów, 88 podoficerów i szeregowych,
29 pistoletów, 1 rkm, 2 ckm-y, 70 karabinków,
6 samochodów terenowych, 10 motocykli z koszem, 4 motocykle, 8 samochodów ciężarowych małych (typu Polski Fiat 618 Grom, 1 samochód ciężarowy

## Organizacja wojenna kwatermistrzostwa i oddziałów służb
- Kwatermistrz i służby:

8 oficerów, 11 podoficerów i szeregowych
9 pistoletów, 10 karabinków
4 samochody terenowe, 3 motocykle z wózkiem bocznym
- Pluton sanitarny:

1 oficer, 51 podoficerów i szeregowych
5 pistoletów, 47 karabinków
1 samochód terenowy, 4 samochody terenowe sanitarne, 6 samochodów ciężarowych specjalnych
- Pluton żandarmerii:

1 oficer, 24 podoficerów i szeregowych
3 pistolety, 1 ręczny karabin maszynowy, 21 karabinków
2 motocykle z wózkiem bocznym, 3 samochody ciężarowe małe
- Szwadron sztabowy – składał się z 3 plutonów.

4 oficerów, 87 podoficerów i szeregowych
10 pistoletów, 3 ręczne karabiny maszynowe, 78 karabinków
1 samochód terenowy, 3 motocykle z wózkiem bocznym, 16 samochodów ciężarowych, 4 przyczepy – kuchnie
- Kolumna transportowa – składała się z 3 członów: amunicyjnego, żywnościowego i paliwowego.

4 oficerów, 184 podoficerów i szeregowych
9 pistoletów, 2 ręczne karabiny maszynowe, 177 karabinki
1 samochód terenowy, 4 motocykle z wózkiem bocznym, 1 motocykl, 45 samochodów ciężarowych, 23 samochody cysterny, 1 przyczepa – kuchnia
- Kolumna warsztatowa:

1 oficer, 29 podoficerów i szeregowych
7 pistoletów, 23 karabinki
1 motocykl z wózkiem bocznym, 2 samochody ciężarowe – warsztaty, 4 samochody ciężarowe

## Organizacja wojenna zmotoryzowanego pułku kawalerii i piechoty

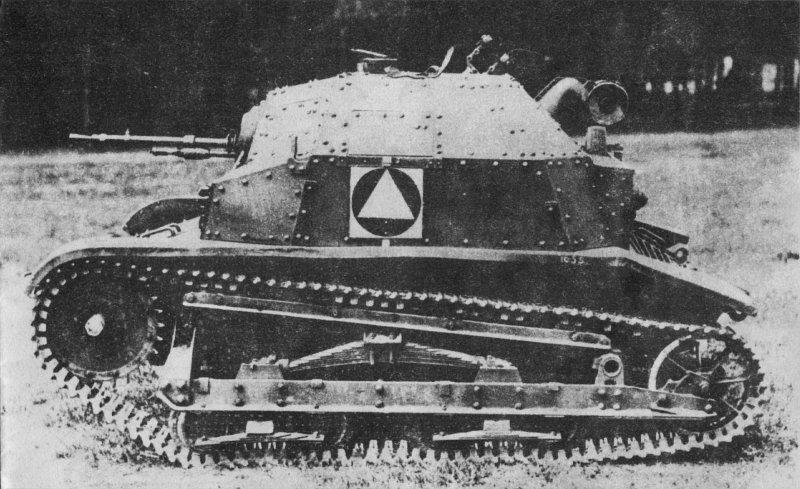
Tankietka TKS na wyposażeniu 1. Pułku Strzelców Konnych

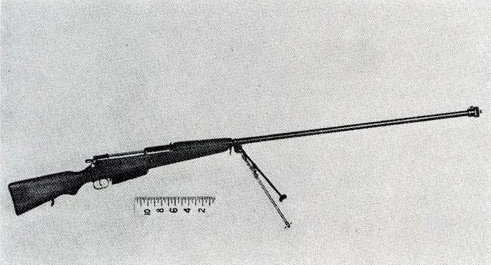
Karabin przeciwpancerny wz. 35 używany w WBPM

- Dowódca pułku, sztab i poczet, służba sanitarna, duszpasterstwo i kwatermistrzostwo:

10 oficerów, 74 podoficerów i szeregowych
20 pistoletów, 2 ręczne karabiny maszynowe, 62 karabinki
1 samochód osobowy, 8 samochodów terenowych, 2 samochody terenowe sanitarne, 2 motocykle z wózkiem bocznym, 6 motocykli, 3 samochody ciężarowe małe, 3 samochody ciężarowe
- Szwadron rozpoznawczy – składał się z dowódcy i pocztu, plutonów: motocyklistów, kolarzy, czołgów rozpoznawczych

4 oficerów, 170 podoficerów i szeregowych
23 pistolety, 14 ręcznych karabinów maszynowych, 1 ciężki karabin maszynowy, 3 karabiny przeciwpancerne, 132 karabinki (dodatkowo 5 ciężkich karabinów maszynowych i 1 najcięższy karabin maszynowy w czołgach)
1 samochód terenowy, 29 motocykli z wózkiem bocznym, 14 motocykli, 1 samochód ciężarowy mały, 9 samochodów ciężarowych, 44 rowery, 1 przyczepa – kuchnia, 6 czołgów – tankietek TKS
- Szwadron liniowy (cztery w składzie pułku) – składał się z dowódcy z pocztem, trzech plutonów liniowych i drużyny gospodarczej. Pluton liniowy składał się z dowódcy, czterech sekcji, zastępcy i gońca.

4 oficerów, 116 podoficerów i szeregowych (razem w czterech szwadronach: 16 oficerów, 464 podoficerów i szeregowych)
10 pistoletów, 14 ręcznych karabinów maszynowych, 3 karabiny przeciwpancerne, 93 karabinki (razem w czterech szwadronach: 40 pistoletów, 56 ręcznych karabinów maszynowych, 372 karabinki)
1 samochód terenowy, 5 motocykli z wózkiem bocznym, 2 motocykle, 11 samochodów ciężarowych, 1 przyczepa – kuchnia (razem w czterech szwadronach: 4 samochody terenowe, 20 motocykli z koszem, 8 motocykli, 44 samochody ciężarowe, 4 przyczepy – kuchnie)
- Szwadron ciężkich karabinów maszynowych i broni ciężkiej – składał się z dowódcy z pocztem, czterech plutonów ciężkich karabinów maszynowych, dwóch plutonów moździerzy i drużyny gospodarczej

7 oficerów, 189 podoficerów i szeregowych
36 pistoletów, 2 ręczne karabiny maszynowe, 16 ciężkich karabinów maszynowych, 4 moździerze, 4 karabiny przeciwpancerne, 155 karabinków
1 samochód terenowy, 8 motocykli z wózkiem bocznym, 2 motocykle, 28 samochodów ciężarowych, 2 przyczepy – kuchnie
- Pluton przeciwpancerny – składał się z dowódcy i czterech działonów armat wz. 36 kal. 37 mm

1 oficer, 35 podoficerów i szeregowych
6 pistoletów, 4 armaty przeciwpancerne, 1 ręczny karabin maszynowy, 29 karabinków
2 motocykle z wózkiem bocznym, 4 samochody – ciągniki holujące armaty, 1 samochód ciężarowy
- Pluton pionierów – składał się z ośmiu patroli specjalistycznych

2 oficerów, 65 podoficerów i szeregowych
4 pistolety, 2 ręczne karabiny maszynowe, 61 karabinków
2 motocykle z wózkiem bocznym, 4 samochody terenowe specjalne, 4 samochody ciężarowe małe, 3 samochody ciężarowe, 5 przyczep specjalnych
- Pluton łączności – składał się z czterech patroli telefonicznych oraz z trzech radiostacji

1 oficer, 44 podoficerów i szeregowych
5 pistoletów, 3 ręczne karabiny maszynowe, 37 karabinków
4 motocykle z wózkiem bocznym, 3 samochody terenowe z radiostacją, 3 samochody ciężarowe małe z przyczepami ze sprzętem, 1 samochód ciężarowy, 4 specjalne przyczepy
- Pluton techniczny – składał się z warsztatu polowego i pięciu patroli reperacyjnych

1 oficer, 32 podoficerów i szeregowych
3 pistolety, 32 karabinki
5 motocykli z wózkiem bocznym, 2 motocykle, 3 samochody ciężarowe małe, 1 samochód ciężarowy ze sprzętem i przyczepą na olej, 1 samochód ciężarowy – warsztat polowy
- Pluton gospodarczo – transportowy – składał się z sekcji: żywnościowej, amunicyjnej i materiałów napędowych

2 oficerów, 66 podoficerów i szeregowych
3 pistolety, 3 ręczne karabiny maszynowe, 62 karabinki
3 motocykle z wózkiem bocznym, 15 samochodów ciężarowych, 2 samochody – cysterny, 3 przyczepy – kuchnie, 6 przyczep specjalnych
- Szwadron zapasowy – był to szwadron konny i nie uczestniczył w działaniach Brygady. Liczył ok. 250 ludzi w tym 10 oficerów.

Skład i organizacja identyczna jak w 1 Pułku Strzelców Konnych, z tym że w nazewnictwie używano zamiast nazwy szwadron – kompania. Nie miał również kompanii zapasowej.

## Organizacja wojenna dywizjonu rozpoznawczego

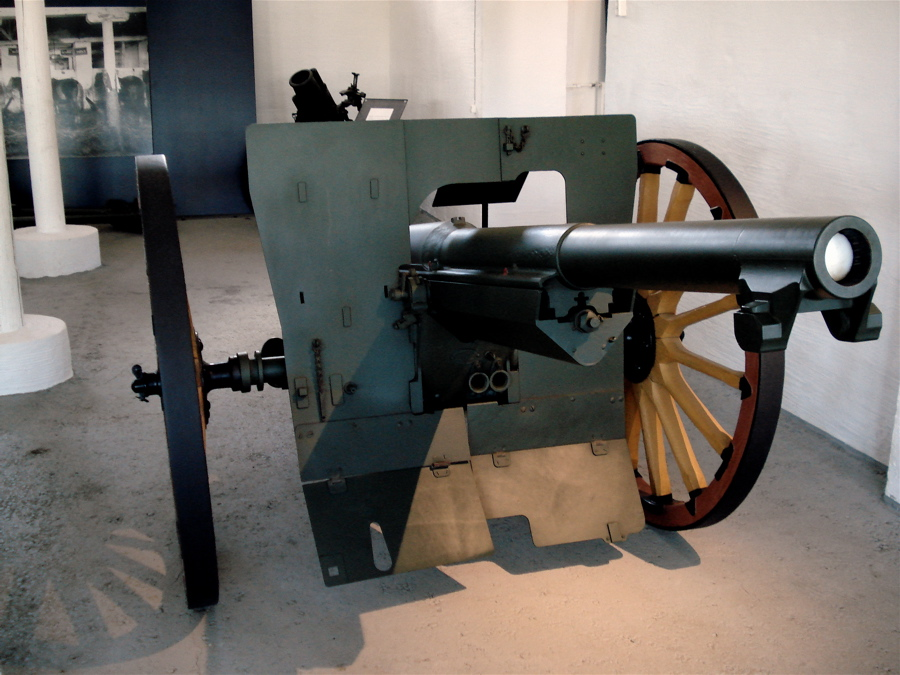
Armata polowa wz. 1897 kal. 75 mm używana w WBPM

- Dowódca i sztab:

7 oficerów, 36 podoficerów i szeregowych
8 pistoletów, 1 ręcznego karabinu maszynowego, 34 karabinków
2 samochody terenowe, 1 samochód terenowy sanitarny, 4 motocykle z wózkiem bocznym, 4 motocykle, 1 samochód ciężarowy mały, 1 samochód ciężarowy specjalny
- Szwadron liniowy (skład jak w szwadronie w 1 Pułku Strzelców Konnych):

4 oficerów, 116 podoficerów i szeregowych
10 pistoletów, 14 ręcznych karabinów maszynowych, 3 karabiny przeciwpancerne, 93 karabinki
1 samochód terenowy, 5 motocykli z wózkiem bocznym, 2 motocykle, 11 samochodów ciężarowych, 1 przyczepa – kuchnia
- Szwadron czołgów rozpoznawczych TKS – składał się dowódcy wraz z pocztem, dwóch plutonów i drużyny gospodarczo – technicznej

3 oficerów, 52 podoficerów i szeregowych
27 pistoletów, 1 ręcznego karabinu maszynowego, 27 karabinków oraz uzbrojenia czołgów (11 ciężkich karabinów maszynowych, 2 najcięższych karabinów maszynowych)
1 samochód terenowy, 1 samochód terenowy z radiostacją, 4 motocykle z wózkiem bocznym, 1 motocykle, 3 samochody ciężarowe, 1 przyczepa – kuchnia, 13 czołgów rozpoznawczych TKS
- Pluton motocyklistów (skład jak w szwadronie rozpoznawczym 1 psk)

1 oficer, 74 podoficerów i szeregowych
4 pistolety, 6 ręcznych karabinów maszynowych, 1 ciężki karabin maszynowy, 1 karabin przeciwpancerny, 63 karabinki
25 motocykli z wózkiem bocznym, 10 motocykli
- Pluton ciężkich karabinów maszynowych (skład jak w szwadronie ckm 1 psk)

1 oficer, 28 podoficerów i szeregowych
6 pistoletów, 4 ciężkie karabiny maszynowe, 1 karabin przeciwpancerny, 22 karabinki
1 motocykl z wózkiem bocznym, 3 samochody ciężarowe
- Pluton moździerzy (skład jak w szwadronie ckm 1 psk)

1 oficer, 17 podoficerów i szeregowych
4 pistolety, 2 moździerze 80 mm, 14 karabinki
1 motocykl z wózkiem bocznym, 2 samochody ciężarowe
- Pluton przeciwpancerny (skład jak w plutonie przeciwpancernym 1 psk)

1 oficer, 35 podoficerów i szeregowych
6 pistoletów, 1 ręczny karabin maszynowy, 4 działa przeciwpancerne, 29 karabinków
2 motocykle z wózkiem bocznym, 4 samochody – ciągniki, 1 samochód ciężarowy
- Pluton łączności – składał się z dwóch radiostacji i czterech patroli telefonicznych

1 oficer, 39 podoficerów i szeregowych
5 pistoletów, 2 ręcznych karabinów maszynowych, 33 karabinków
2 samochody terenowe z radiostacją, 4 motocykle z koszem, 3 samochody ciężarowe małe, 1 samochód ciężarowy, 4 przyczepy specjalne
- Pluton pionierów (skład jak w 1 psk)

1 oficer, 66 podoficerów i szeregowych
5 pistoletów, 2 ręczne karabiny maszynowe, 61 karabinków
4 samochody terenowe specjalne, 2 motocykle z wózkiem bocznym, 4 samochody ciężarowe małe, 3 samochody ciężarowe, 5 przyczep specjalnych
- Pluton gospodarczo – techniczny

1 oficer, 34 podoficerów i szeregowych
1 pistolet, 1 ciężki karabin maszynowy, 33 karabinki
2 motocykle z wózkiem bocznym, 8 samochody ciężarowe, 2 przyczepy specjalne

## Organizacja wojenna dywizjonu artylerii motorowej
- Dowództwo i sztab:

5 oficerów, 18 podoficerów i szeregowych
5 pistoletów, 2 ręczny karabin maszynowy, 15 karabinków
3 samochód terenowy, 1 motocykle z wózkiem bocznym, 3 samochód ciężarowy mały
- Bateria dział 75 mm – składała się z dowódcy z pocztem, dwóch plutonów i drużyny gospodarczo – technicznej

6 oficerów, 156 podoficerów i szeregowych
12 pistoletów, 1 ciężki karabin maszynowy, 4 armaty polowe wz. 1897 kal. 75 mm, 149 karabinków
1 samochód terenowy, 4 motocykli z wózkiem bocznym, 2 samochody ciężarowe małe,  8 samochodów ciężarowych – ciągników, 11 samochodów ciężarowych, 4 przyczepa – jaszcze
- Bateria dział 75 mm (druga; skład jak wyżej)
- Pluton łączności – składał się z dwóch radiostacji i trzech patroli telefonicznych

1 oficer, 35 podoficer i szeregowych
3 pistolety, 2 ręczny karabin maszynowy, 31 karabinki
2 samochody terenowe z radiostacją, 2 motocykle z wózkiem bocznym, 2 samochody ciężarowe małe, 2 samochód ciężarowy
- Pluton gospodarczo – techniczny

2 oficer, 32 podoficerów i szeregowych
3 pistolety, 1 ręczny karabin maszynowy, 40 karabinki
1 motocykl z wózkiem bocznym, 11 samochód ciężarowych, 1 przyczep – kuchnia

## Organizacja wojenna batalionu przeciwpancernego
- Dowództwo

4 oficerów, 23 podoficerów i szeregowych
6 pistoletów, 1 ręczny karabin maszynowy, 20 karabinków
1 samochód terenowy, 4 motocykle z wózkiem bocznym, 1 motocykl, 1 samochód ciężarowy mały, 1 samochód ciężarowy specjalny
- Kompania przeciwpancerna (w składzie dywizjonu były dwie kompanie) – każda składała się z dowódcy z pocztem, trzech plutonów armat przeciwpancernych i drużyny gospodarczej

4 oficerów, 125 podoficerów i szeregowych
26 pistoletów, 2 ręczne karabiny maszynowe, 12 armat przeciwpancernych, 107 karabinków
1 samochód terenowy, 8 motocykli z wózkiem bocznym, 1 motocykl, 12 samochodów ciężarowych – ciągników, 7 samochodów ciężarowych, 1 przyczepa – kuchnia
- Pluton miotaczy ognia – skład nieustalony (poniżej przypuszczalny skład)

1 oficer, 21 podoficerów i szeregowych
2 pistolety, 12 karabinków, 8 miotaczy ognia (6 typu „Zieliński” i 2 typu „Sender”)
1 motocykl z wózkiem bocznym, 2 samochody ciężarowe
- Pluton łączności – składał się z dwóch radiostacji i trzech patroli telefonicznych

1 oficer, 36 podoficer i szeregowych
4 pistolety, 1 ręczny karabin maszynowy, 32 karabinki
2 samochody terenowe z radiostacją, 2 motocykle z wózkiem bocznym, 3 samochody ciężarowe małe, 1 samochód ciężarowy
- Pluton gospodarczo – techniczny

1 oficer, 26 podoficerów i szeregowych
2 pistolety, 1 ręczny karabin maszynowy, 24 karabinki
1 motocykl z wózkiem bocznym, 5 samochód ciężarowych, 1 przyczep – kuchnia

## Organizacja wojenna batalionu motorowego saperów
- Dowództwo i sztab:

4 oficerów, 32 podoficerów i szeregowych
4 pistolety, 1 ręczny karabin maszynowy, 31 karabinków
2 samochody terenowe, 1 samochód terenowy z radiostacją, 1 motocykl z wózkiem bocznym, 1 motocykl, 5 samochód ciężarowych małych
- Kompania zaporowa – składała się z dowódcy z pocztem, czterech plutonów zaporowych, plutonu technicznego i drużyny gospodarczej

6 oficerów, 164 podoficerów i szeregowych
11 pistoletów, 6 ręcznych karabinów maszynowych, 151 karabinków
1 samochód terenowy, 7 motocykli z wózkiem bocznym, 1 samochód ciężarowy mały, 14 samochodów ciężarowych, 1 przyczep specjalna, 1 przyczep – kuchnia
- Kompania przeprawowa – skład nieznany (przyjęto dane jak kompania zaporowa)
- Pluton pontonowy

2 oficerów, 32 podoficerów i szeregowych
2 pistolety, 1 ręczny karabin maszynowy, 31 karabinki
2 motocykle z wózkiem bocznym, 4 samochody – ciągniki, 4 samochody specjalne
- Pluton rozpoznawczy

1 oficer, 25 podoficerów i szeregowych
2 pistolety, 1 ręczny karabin maszynowy, 23 karabinki
2 motocykle z wózkiem bocznym, 1 motocykl, 3 samochody ciężarowe małe
- Pluton gospodarczy

2 oficerów, 20 podoficerów i szeregowych
3 pistolety, 19 karabinków
1 motocykl z wózkiem bocznym,  4 samochody ciężarowe małe, 1 przyczep – kuchnia

## Organizacja wojenna kompanii czołgów lekkich

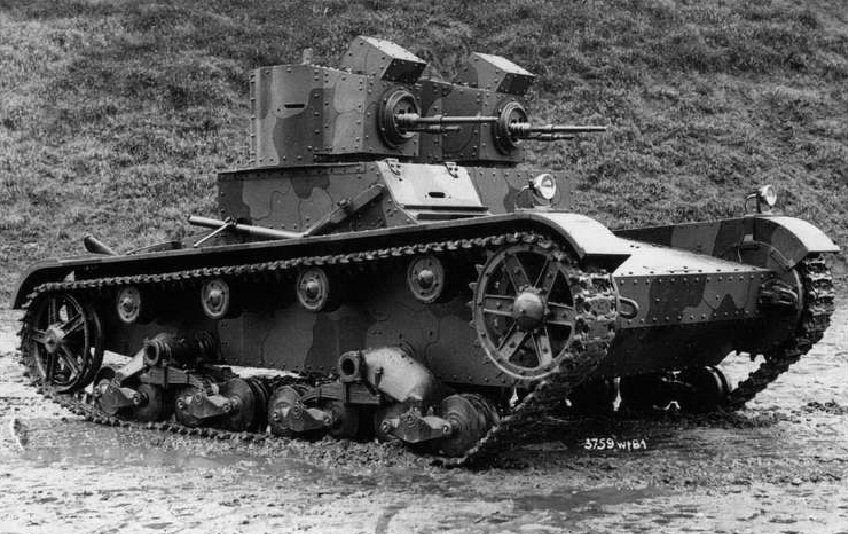
Czołg lekki Vickers E wchodzący w skład 12 Kompanii Czołgów Lekkich

(przewidziany w składzie brygady batalion czołgów lecz nie został sformowany) Kompania – składała się z dowódcy z pocztem, trzech plutonów i drużyny gospodarczo – technicznej
- Dowódca z pocztem, patrolem sanitarnym, łączności i regulacji ruchu:

1 oficer, 11 podoficerów, 13 szeregowych
11 pistoletów, 1 ręczny karabin maszynowy, 14 karabinków,
1 czołg Vickers E, 1 samochód terenowy, 3 motocykle z koszem, 2 motocykle, 1 sanitarka, 1 furgonetka, 1 samochód terenowy z radiostacją,
- Trzy plutony bojowe w każdym dowódca, dwa pół plutony i patrolu reperacyjnego:

1 oficer, 7 podoficerów, 12 szeregowych
17 pistoletów, 3 karabinki,
5 czołgów Vickers E, 1 motocykl z koszem, 1 samochód półgąsienicowy, 1 przyczepa paliwowa,
- Pluton Techniczno - Gospodarczy składał się z dowódcy, załóg zapasowych, drużyn gospodarczej i technicznej:

9 podoficerów, 20 szeregowych,
10 pistoletów, 19 karabinków,
1 motocykl z koszem, 5 samochodów ciężarowych, 1 samochód cysterna, 1 przyczepa-kuchnia, 1 przyczepa paliwowa,
- Łącznie:

4 oficerów, 41 podoficerów, 69 szeregowych,
72 pistolety, 1 ręczny karabin maszynowy, 42 karabinki,
16 czołgów Vickers E, 1 samochód terenowy, 1 samochód terenowy z radiostacją, 1 sanitarka, 1 furgonetka, 7 motocykli z koszem, 2 motocykle, 1 cysterna, 5 samochodów ciężarowych, 3 samochody pół gąsienicowe, 4 przyczepy paliwowe, 1 przyczepa-kuchnia,

## Organizacja wojenna baterii artylerii przeciwlotniczej motorowej
składała się z dowództwa, dwóch plutonów, drużyny gospodarczo – techniczna
6 oficerów, 168 podoficerów i szeregowych
15 pistoletów, 2 ręczne karabiny maszynowe, 167 karabinki, 4 armaty przeciwlotnicze 40 mm
1 samochód terenowy, 1 samochód terenowy z radiostacją, 5 motocykli z wózkiem bocznym, 5 samochodów ciężarowych małych, 10 samochodów ciężarowych, 8 samochodów – ciągników, 4 przyczepy specjalne, 1 przyczep – kuchnia

## Organizacja wojenna szwadronu łączności
Składał się z dowódcy z pocztem, plutonów łączności radiowej i telefonicznej oraz drużyny gospodarczej
- Dowództwo:

1 oficer, 9 podoficerów i szeregowych
1 pistolet, 9 karabinków
1 samochód terenowy, 2 motocykle z wózkiem bocznym, 2 motocykl
- Pluton łączności radiowej – wyposażony w cztery radiostacje

1 oficer, 22 podoficerów i szeregowych
5 pistoletów, 1 ręczny karabin maszynowy, 17 karabinków
4 samochody terenowe z radiostacją, 2 motocykle z wózkiem bocznym, 1 samochód ciężarowy mały
- Pluton łączności telefonicznej – wyposażony w trzy łącznice telefoniczne i sześć patroli telefonicznych

1 oficer, 43 podoficerów i szeregowych
2 pistolety, 1 ręczny karabin maszynowy, 41 karabinki
1 motocykl z wózkiem bocznym, 1 samochód ciężarowy mały, 6 samochodów ciężarowych
- Drużyna gospodarczo – techniczna

16 podoficerów i szeregowych
1 pistolet, 15 karabinków
3 samochody ciężarowe, 1 przyczepa specjalna, 1 przyczep – kuchnia

## Łączny stan osobowy oraz wyposażenia brygady
216 oficerów, 4810 podoficerów i szeregowych
623 pistolety, 235 ręcznych karabinów maszynowych, 43 ciężkie karabiny maszynowe, 10 moździerzy, 8 miotaczy ognia, 8 armat 75 mm, 36 armat przeciwpancernych 37 mm, 4 armaty przeciwlotnicze 40 mm, 43 karabiny przeciwpancerne wz. 35 Ur, 4106 karabinków, 25 czołgów rozpoznawczych, 16 czołgów lekkich Vickers E
1 samochód osobowy, 61 samochodów terenowych tzw. łazików, 20 samochodów terenowych wyposażonych w radiostację, 9 samochodów terenowych sanitarnych, 12 samochodów terenowych specjalnych, 293 motocykle z wózkiem bocznym, 99 motocykli, 79 samochodów ciężarowych małych, 423 samochody ciężarowe, 64 samochody – ciągniki, 3 samochody półgąsienicowe, 4 samochody – warsztaty polowe, 27 samochodów – cystern, 41 przyczep – kuchni, 62 przyczepy różne, 88 rowerów.